# 제5회 전국동시지방선거 광진구의회
다음은 제5회 전국동시지방선거의 광진구의회의원 선거결과를 정리한 문서이다. 해당 선거에서 광진구의회는 지역구의원 12명과 비례대표의원 2명을 선출했다.

## 지역구 선거구
| 선거구명        | 관할 지역                          | 선출 의원 수 |
| --------------- | ---------------------------------- | ------------ |
| 광진구 가선거구 | 중곡1동, 중곡2동, 중곡3동, 중곡4동 | 3            |
| 광진구 나선거구 | 능동, 구의2동, 광장동, 군자동      | 3            |
| 광진구 다선거구 | 구의1동, 구의3동, 자양1동, 자양2동 | 3            |
| 광진구 라선거구 | 자양3동, 자양4동, 화양동           | 3            |

## 지역구 선거 결과
|  | 45.27% |

|  | 29.02% |

|  | 15.87% |

|  | 9.81% |

|  | 29.53% |

|  | 25.89% |

|  | 15.42% |

|  | 14.99% |

|  | 14.14% |

|  | 31.95% |

|  | 29.10% |

|  | 16.66% |

|  | 12.44% |

|  | 9.82% |

|  | 25.99% |

|  | 24.47% |

|  | 21.48% |

|  | 18.65% |

|  | 9.38% |

## 비례대표 선거 결과

### 정당 투표 결과
|  | 57.36% |

|  | 42.63% |

### 비례대표 당락
|          |        |      |      |
| 한나라당 |        |      |      |
|          |        |      |      |
| 순번     | 후보   | 당락 | 비고 |
| 1        | 이해영 | ―    | 사퇴 |
| 2        | 남옥희 | 당선 |      |

|        |        |      |      |
| 민주당 |        |      |      |
|        |        |      |      |
| 순번   | 후보   | 당락 | 비고 |
| 1      | 김기란 | 당선 |      |
| 2      | 이현정 | 낙선 |      |

광진구의회 비례대표 선거 결과 한나라당에 1석, 민주당에 1석이 배분되었다. 이에 민주당에서는 비례대표 순번 1번 김기란 후보가 당선되었지만 한나라당에서는 당초 비례대표 순번 1번이었던 이해영 후보가 선거 시작 전 허위학력을 기재한 혐의로 검찰에 고발이 됨에 따라 후보자격을 사퇴하여 비례대표 2번 순번이었던 남옥희 후보가 당선되었다.

## 전체 결과
| 정당 | 정당     | 지역구 | 비례대표 | 합계 |
| ---- | -------- | ------ | -------- | ---- |
|      | 한나라당 | 6      | 1        | 7    |
|      | 민주당   | 6      | 1        | 7    |